# 三浦健博
三浦 健博（みうら たけひろ、1976年9月16日-）は、日本のラグビー指導者。現在ジャパンラグビーリーグワン釜石シーウェイブスRFCのアドバイザーを務めている。

## プロフィール
- 岩手県大槌町出身。
- 現役時代のポジションはロック(LO)。
- ニックネームはミウ。

## 略歴
1995年岩手県立釜石工業高等学校（現釜石商工高校）卒業後、新日本製鉄に入社。釜石製鉄所に配属され、新日鉄釜石ラグビー部に入部。なお釜石工業高校時代は花園とは無縁だった。
2011年選手兼任コーチ になり、2012年現役を引退した。
2013年に釜石シーウェイブスのコーチになり、2014年には釜石シーウェイブスのヘッドコーチに就任し、チームのトップチャレンジとトップリーグ入れ替え戦出場に貢献した。
2017年、釜石シーウェイブスのヘッドコーチを退任した。